# Vladimir Ghika

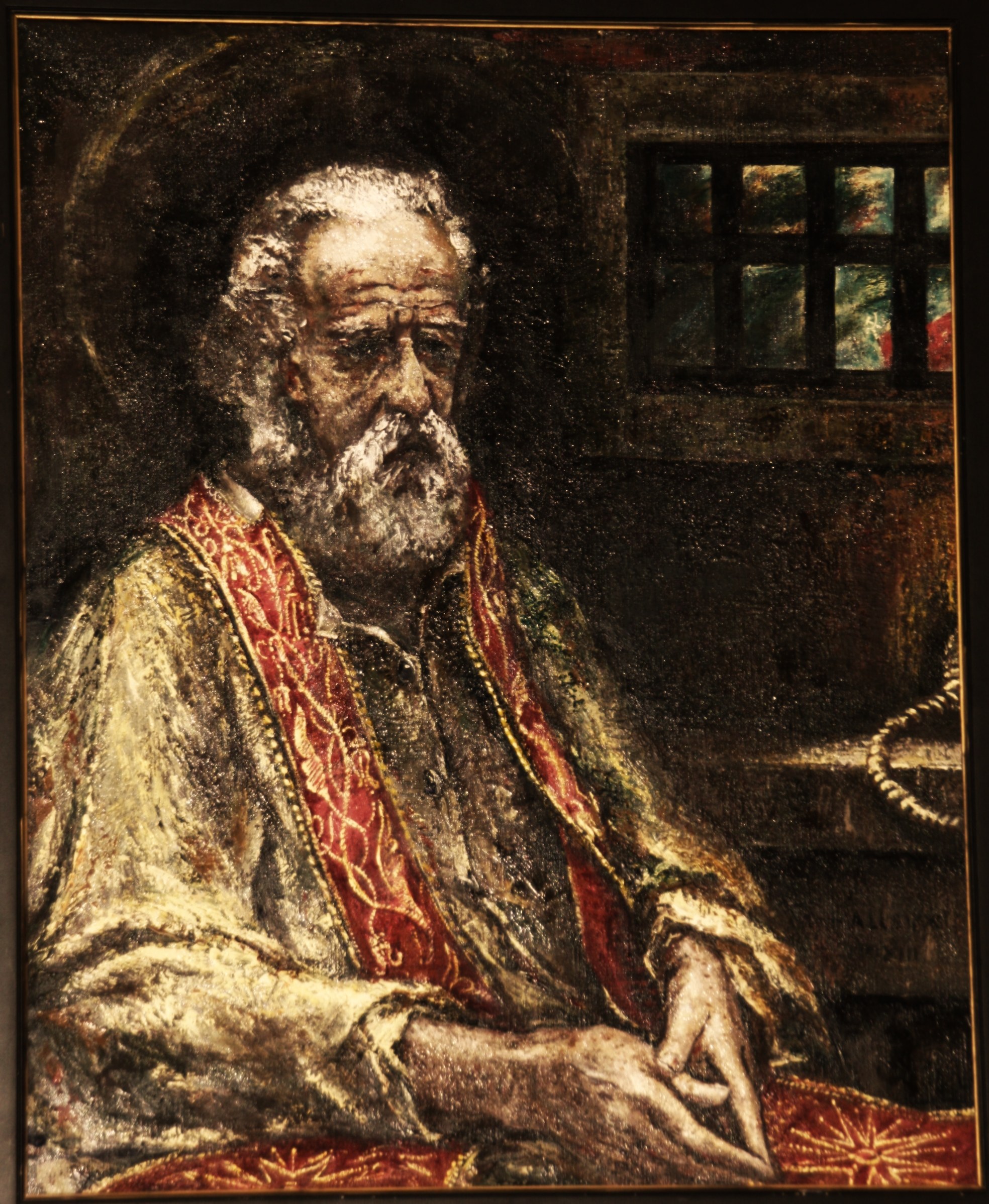
Porträt Vladimir Ghikas in der Erzbischöflichen Residenz in Bukarest

Vladimir Ghika (auch Ghica; * 25. Dezember 1873 in Konstantinopel, Osmanisches Reich; † 16. Mai 1954 in Jilava, Rumänien) war ein rumänischer Diplomat, später römisch-katholischer Geistlicher und Märtyrer. In der römisch-katholischen Kirche wird er als Seliger verehrt.

## Leben

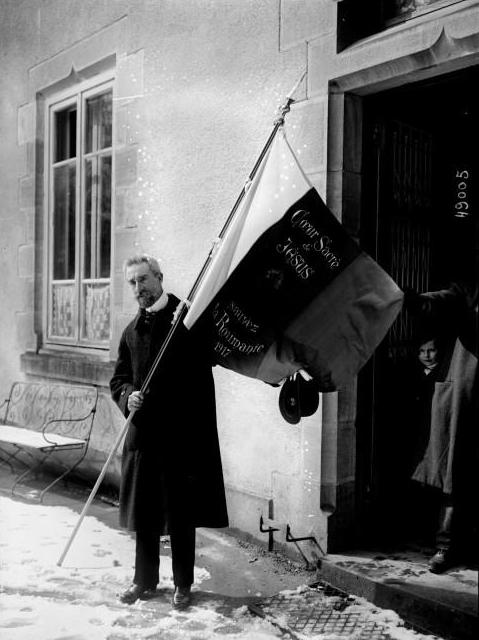
Vladimir Ghika im Jahr 1917 in Paray-le-Monial

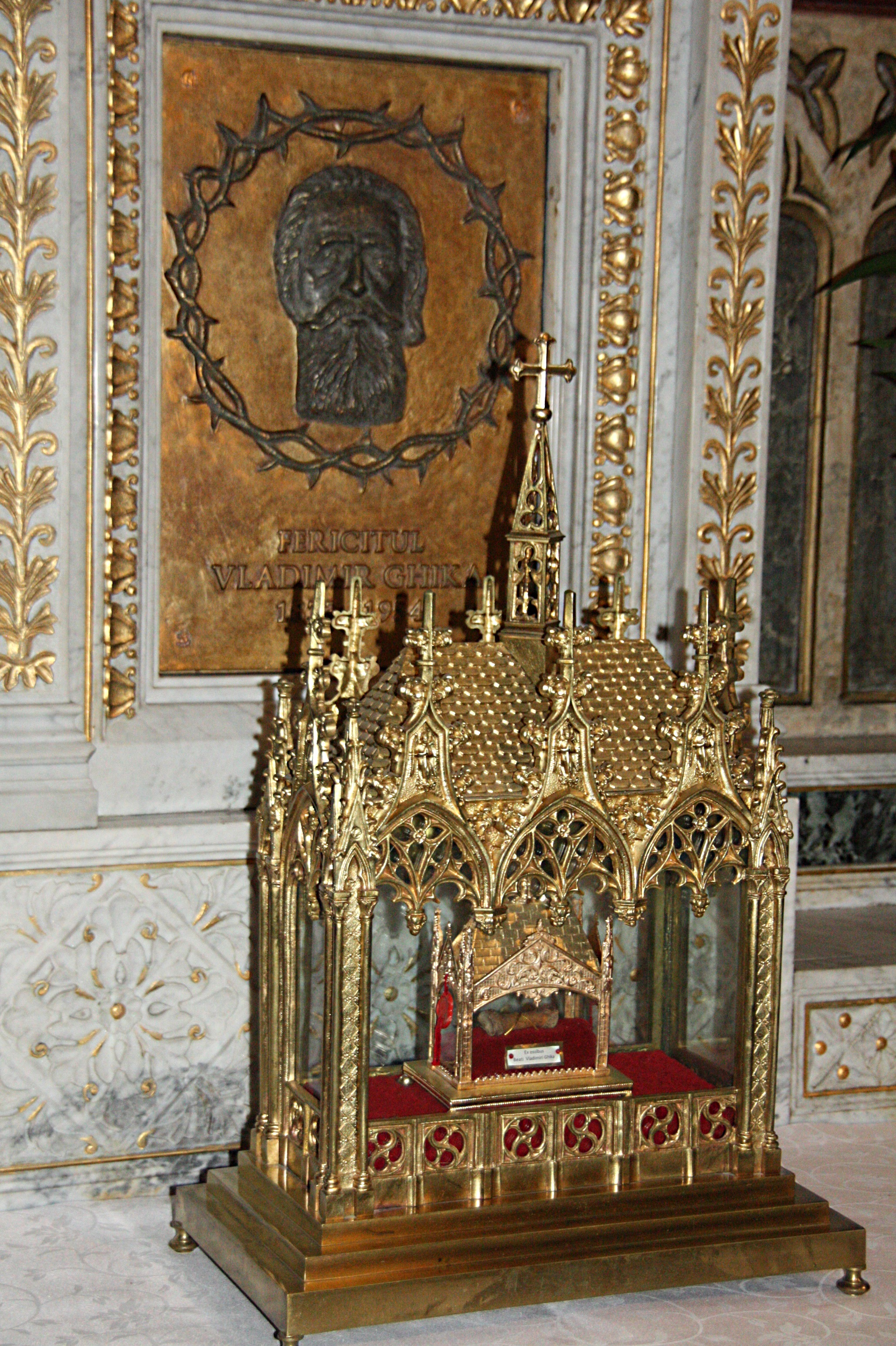
Reliquienschrein in der Bukarester Kathedrale

Vladimir Ghika wurde als Sohn des Divisionsgenerals und Diplomaten Ioan Ghika und dessen Frau Alexandrine Moret de Blaremberg geboren. Der letzte Herrscher des Fürstentums Moldau, Grigore Alexandru Ghica, war sein Onkel. Im Alter von fünf Jahren zog er mit seiner Familie nach Frankreich, wo er 1895 in Toulouse einen Universitätsabschluss in Rechtswissenschaft erwarb. Anschließend studierte er Politikwissenschaft in Paris, wo er auch Vorlesungen in Medizin, Botanik, Kunst, Literatur und Geschichte hörte. Ab 1898 studierte er in Rom am Dominikanerkolleg, der späteren Päpstlichen Universität Heiliger Thomas von Aquin. Hier erwarb er das Lizenziat in Philosophie und wurde 1905 zum Dr. theol. promoviert.
Am 13. April 1902 trat der im orthodoxen Glauben Aufgewachsene in der Kirche Santa Sabina zur römisch-katholischen Kirche über. Seiner Mutter wegen, die dieser Schritt schwer traf, schob er seinen Wunsch auf, katholischer Priester zu werden. Stattdessen engagierte er sich auf Rat von Papst Pius X. auf dem Gebiet des Laienapostolats und in karitativen Initiativen. Durch die Begegnung mit einer Vinzentinerin ermutigt, gründete er 1906 eine Frauengemeinschaft für karitative Dienste und eröffnete in Bukarest eine kostenlose Ambulanz für Bedürftige. Seine vielfältigen sozialen Aktivitäten übte er neben seiner Tätigkeit im diplomatischen Dienst aus, die ihn während des Ersten Weltkriegs nach Italien und ab 1920 erneut nach Frankreich führte.
Am 7. Oktober 1923 spendete ihm der Erzbischof von Paris, Louis-Ernest Kardinal Dubois in der Kapelle der Pariser Lazaristen das Sakrament der Priesterweihe. Er baute im Armenviertel Villejuif eine lebendige Pfarrei auf und war in vielen Ländern missionarisch tätig. Papst Pius XI. verlieh ihm den Ehrentitel eines Prälaten. 1939 reiste er zu einem Besuch seiner Familie nach Rumänien, konnte aber wegen des ausgebrochenen Zweiten Weltkriegs nicht nach Frankreich zurückkehren. Er setzte sich in den folgenden Jahren für polnische Kriegsflüchtlinge, Bombenopfer, Gefangene und andere Bedürftige ein.
Nach dem Krieg verließ Ghikas Familie Rumänien, um als Adelsfamilie dem zunehmenden Druck durch die neue kommunistische Regierung zu entgehen. Ghika blieb im Land, selbst als nach 1948 alle katholischen Bischöfe von der kommunistischen Staatspolizei Securitate verhaftet wurden und das kirchliche Leben durch geheim eingesetzte Administratoren geleitet wurde. Vladimir Ghika, der diese Geheimhierarchie unterstützte, wurde am 18. November 1952 von der Securitate verhaftet, im Bukarester Militärgefängnis Uranus inhaftiert und ein Jahr lang verhört und schwer gefoltert. Am 25. Oktober 1953 wurde er wegen „Spionage für den Vatikan und für die imperialistischen Mächte“ zu drei Jahren Haft verurteilt und in das Gefängnis in Jilava verlegt. An den dort erlittenen Misshandlungen starb er am 16. Mai des folgenden Jahres. Er wurde zunächst in der Nähe des Gefängnisses beigesetzt, im Jahr 1968 aber nach Bukarest auf den Bellu-Friedhof umgebettet.

## Seligsprechung
Ein Verfahren für seine Seligsprechung wurde durch den Erzbischof von Bukarest, Ioan Robu, im Jahr 2002 eingeleitet. Am 27. März 2013 unterzeichnete Papst Franziskus das Dekret, durch das Vladimir Ghika als Märtyrer anerkannt wurde. Die Seligsprechung nahm der Kardinalpräfekt der Kongregation für die Selig- und Heiligsprechungsprozesse, Angelo Amato, im Auftrag des Papstes am 31. August desselben Jahres in Bukarest vor. Im Zuge des Seligsprechungsverfahrens wurden seine sterblichen Überreste erhoben und im linken Seitenaltar der Bukarester Kathedrale St. Josef in einem Reliquiengrab beigesetzt.